# Viktor Jdanovici
Viktor Franțevici Jdanovici (în rusă Виктор Францевич Жданович, n. 27 ianuarie 1938, Leningrad, RSFS Rusă, URSS) este un fost scrimer sovietic specializat pe echipe, triplu campion olimpic și cvadruplu campion mondial.

## Carieră
La Jocurile Olimpice din 1960 de la Melbourne a devenit primul sovietic campion olimpic la floretă individual. A ajutat și Uniunea Sovietică să devine prima țară de la 1904 campioană olimpică la floretă, alta decât Italia sau Franța. Echipa sovietică și-a păstrat titlul la Tokyo 1964. A fost și campion mondial pe echipe în 1959, 1961, 1962 și 1964. Pentru realizările sale a fost numit maestru emerit al sportului și a primit Ordinul Steagul Roșu.
După retragere a devenit antrenor de scrimă la Institutul Militar de Cultură Fizică (ВИФК), apoi la DSO Dynamo.

## Legături externe
- en Viktor Jdanovici la Olympedia.org